# Sid Ali Yahia
Sid Ali Yahia, né le 5 janvier 1982, est un handballeur algérien.

## Palmarès

### avec les Clubs
- Vainqueur de la Coupe de France en 2006-2007.
- Quarts-de-finale de la Coupe de l'EHF 2006-2007

### avec l'Équipe d'Algérie
Championnat du monde
- 18e au championnat du monde 2003 ( Portugal)
- 19e au championnat du monde 2009 ( Croatie)

Championnat d'Afrique
- Demi-finaliste au championnat d'Afrique 2004 ( Égypte)
- Tour principal au championnat d'Afrique 2006 ( Tunisie)
- Médaille d'bronze au championnat d'Afrique 2008 ( Angola)

Autres
- Médaille d'or aux  Jeux de la solidarité islamique 2005
- Médaille d'argent aux Jeux africains de 2003
- 3e au Tournoi de Paris Bercy 2003

## Statistiques en championnat de France
| Saison | Ligue       | Equipe          | MJ | Tirs R | Tirs T | %    | 7m R | 7m T | %    | Int | P.Déc. | BP | Avert. | Buts | Eval |
| ------ | ----------- | --------------- | -- | ------ | ------ | ---- | ---- | ---- | ---- | --- | ------ | -- | ------ | ---- | ---- |
| 19-20  | N1M Poule 2 | Livry-Gargan    | 14 | 21     | 53     | 39,6 | 0    | 0    | 0    | 0   | 0      | 0  | 1      | 21   | 19   |
| 15-16  | ProLigue    | Limoges         | 25 | 50     | 98     | 51   | 0    | 0    | 0    | 0   | 0      | 29 | 2      | 50   | 40   |
| 14-15  | N1M Elite   | Limoges         | 8  | 8      | 20     | 40   | 0    | 0    | 0    | 0   | 0      | 0  | 1      | 8    | 6    |
| 13-14  | ProLigue    | Angers          | 21 | 13     | 36     | 36,1 | 0    | 0    | 0    | 4   | 2      | 14 | 2      | 13   | -8   |
| 12-13  | ProLigue    | Angers          | 14 | 33     | 71     | 46,5 | 0    | 0    | 0    | 5   | 1      | 24 | 1      | 33   | 17   |
| 11-12  | ProLigue    | Aix en Provence | 17 | 24     | 53     | 45,3 | 0    | 0    | 0    | 2   | 1      | 19 | 2      | 24   | 5    |
| 10-11  | ProLigue    | Aix en Provence | 26 | 56     | 116    | 48,3 | 3    | 8    | 37,5 | 12  | 2      | 32 | 1      | 59   | 58   |
| 09-10  | ProLigue    | Aix en Provence | 25 | 94     | 204    | 46,1 | 3    | 4    | 75   | 11  | 5      | 38 | 2      | 97   | 108  |
| 08-09  | N1M Poule 2 | Chateauneuf     | 23 | 108    | 108    | 100  | 0    | 0    | 0    | 0   | 0      | 0  | 0      | 108  | 324  |
| 06-07  | LMSL        | Paris           | 7  | 8      | 19     | 42,1 | 3    | 5    | 60   | 0   | 0      | 3  | 0      | 11   | 10   |